# Плужекът
„Плужекът“ (на английски: Slither) е американски научнофантастично комедиен филм на ужасите от 2006 г., написан и режисиран от Джеймс Гън в режисьорския му дебют. Продуциран от Пол Брукс и Ерик Нюман, във филма участват Нейтън Филиън, Елизабет Банкс, Грег Хенри и Майкъл Рукър.